# David S. Jackson
David Sherwood Jackson, född 1813 i New York, död 20 januari 1872 i New York, var en amerikansk demokratisk politiker. Han var ledamot av USA:s representanthus 1847–1848.
Jackson var verksam som handelsman och inledde sin karriär som kommunalpolitiker i New York under 1840-talet. Han blev invald i USA:s representanthus i kongressvalet 1846 men valresultatet i New Yorks sjätte distrikt överklagades och Jackson avsattes av representanthuset den 19 april 1848. Mandatet blev vakant och Horace Greeley fyllnadsvaldes till representanthuset. Jackson fortsatte inom affärslivet och återvände senare till kommunalpolitiken. Hans grav finns på New York City Marble Cemetery på Manhattan.